# 許新登
許新登（1885年—1969年11月18日），生於台灣鳳山縣。為台灣長老教會第二代基督徒，一生多數時間為傳道師與牧師，中華民國接管臺灣後意外當選高雄參議員而從政，曾任高雄縣東港區署琉球鄉的第一位民選鄉長，以及後來改制後屏東縣琉球鄉首任鄉長，之後仍從事佈道工作到退休。育有五名子女。

## 生平
許新登之父親為許德勝，原籍屏東歸來，為第一代長老教會基督徒，曾任屏東長老教會長老。許新登承接父志亦成為傳道師，首先於嘉義鹽水港教會佈道，之後於屏東中林教會、高雄旗山教會、屏東潮州教會、台南麻豆教會、屏東琉球教會、高雄鳳山教會、屏東竹仔腳教會和高雄中路教會。於屏東竹仔腳教會期間，正值日治時期甫通過「保護束檢法」，許新登遭到警方逮捕監禁，歷經半年時間確定無罪才被釋放。
許新登育有兩子四女，分別是許乃萱、許秀霞、許秀英、許秋月、許秋菊和許乃瞻，其中許乃萱亦繼承神職成為牧師，曾經與父親一起於琉球鄉佈道。
在許新登前往小琉球之前，島上的教會牧者都是外國人；同為巴克禮、甘為霖及馬偕等外籍牧師的開拓時代，他是第一位登小琉球的台籍神職人員，也因為個人對於醫術和信仰融合的獨到見解，在資源不豐厚的離島非常受到鄉民的肯定，中華民國接管臺灣後亦當選高雄縣東港區署琉球鄉的鄉民代表、高雄縣東港區署琉球鄉長、屏東縣琉球鄉長三年餘，退休後返回屏東縣林邊鄉竹仔腳開設中藥舖「壽人堂」到終。